# The Best of Rock za Hrvatsku
"The Best of Rock za Hrvatsku" bio je popularni kompilacijski album s antiratnim i rodoljubnim pjesmama objavljen 1992., tijekom Domovinskog rata. Neki od glazbenika ili sastava bili su popularni i prije raspada Jugoslavije npr: Psihomodo pop, Jura Stublić, Parni valjak, Boa i Aerodrom. Ovi glazbenici su bili na hrvatskoj strani kada je došlo do raspada SFRJ-a, dok neki npr. sastav Azra nisu htjeli surađivati na albumu, jer je vođa Azre Branimir Štulić bio frustriran politikom u to vrijeme.
Na albumu se pojavljuju i neki drugi glazbenici koji do tada nisu bili jako poznati na hrvatskoj glazbenoj sceni: Electro team, rock sastav Thompson i drugi.